# Luc Pien
Luc Pien is een Belgisch regisseur/producer. Hij werd geboren op 10 januari 1953 te Dendermonde. Zijn bekendste films zijn Vergeten straat (1999) en La Sicilia (1997).
Vanaf september 2008 werd hij departementshoofd van Hogeschool Sint Lucas Gent. Daarvoor werkte hij aan de Katholieke Hogeschool Limburg Media & Design Academie te Genk als filmanalist.

## Filmografie

### Als regisseur
- Vergeten straat (1999)
- Sicilia, La (1997)
- Janssen & Janssens draaien een film (1990)

### Als producer
- Berncastel (1995)
- Janssen & Janssens draaien een film (1990)
- Trouble in Paradise (1989) (co-producer)
- Skin (1987)
- Henri Storck (1986)
- De Kist (1982)